# Fester Platz Épinal

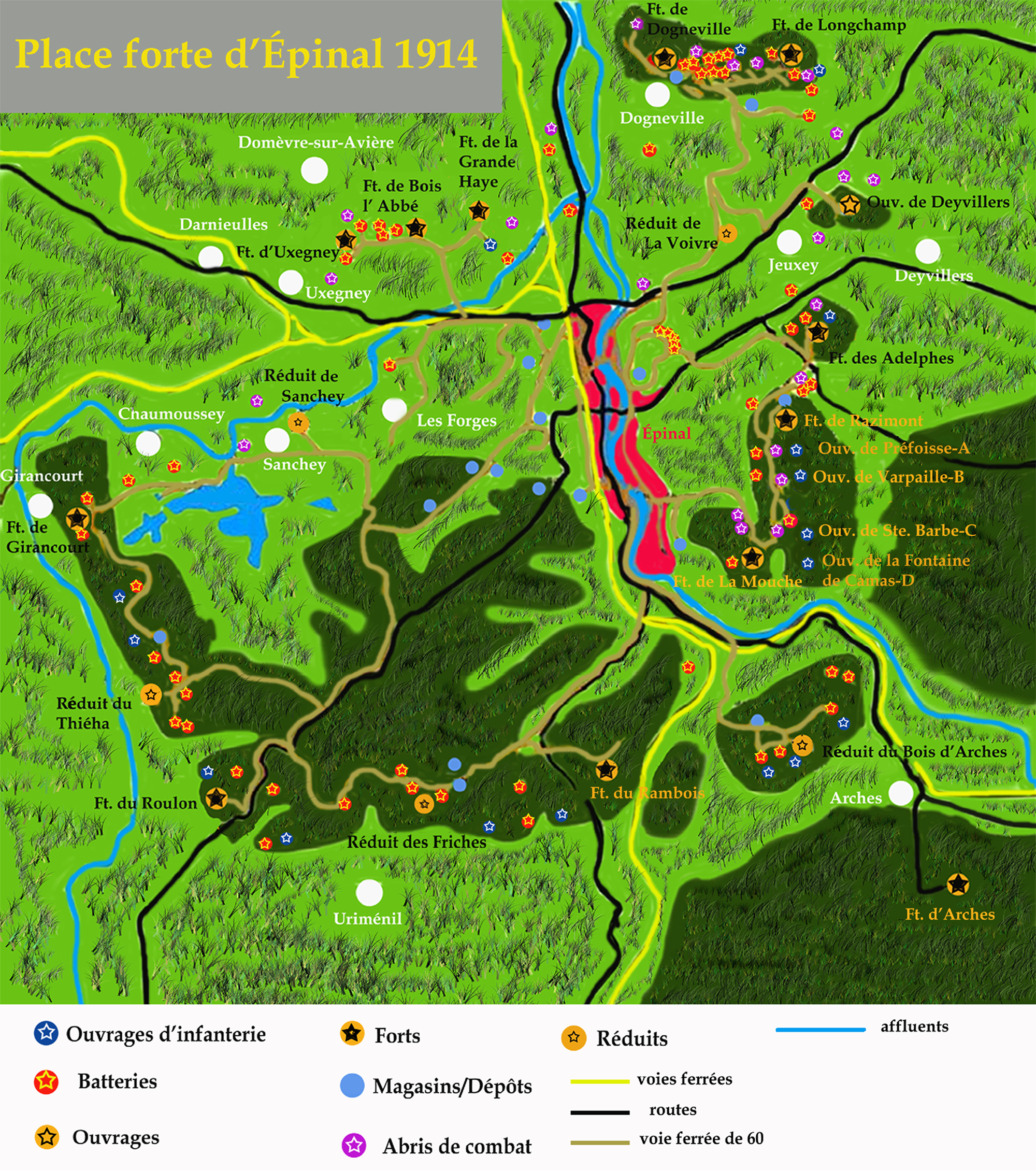
Plan des Festen Platzes Épinal im Jahre 1914

Der Feste Platz Épinal (fr.: Place forte d’Épinal oder auch Place fortifiée d’Épinal) war eine ostfranzösische Gürtelfestung im Département Vosges mit der Stadt Épinal im Zentrum. Sie lag in der ersten Linie des Système Séré de Rivières ebenso wie der Feste Platz Verdun, der Feste Platz Toul und der Feste Platz Belfort. Es sollte unter anderem der Süden die Trouée de Charmes kontrolliert werden. (Die Trouée de Charmes war eine im Festungsgürtel Barrière de fer absichtlich offen gelassene Lücke zwischen Toul und Épinal. Man hoffte, einen deutschen Angriff auf diese Lücke zu beschränken, um die Angreifer hier konzentriert bekämpfen zu können.) Da Épinal, nicht wie die anderen Festen Plätze (Toul, Verdun und Belfort), bereits vorher eine Festungsstadt gewesen war und daher auch über keine Zitadelle oder ähnliches verfügte, wurde der innere Bereich als „Noyau central“ (Zentraler Kern) bezeichnet.

## Beschreibung
Ab dem Jahre 1874 erbaut, umschloss diese Verteidigungsanlage mit ihren Forts, Ouvrages, betonierten Geschützständen und Infanteriestützpunkten (Ouvrages d’infanterie) die Stadt weiträumig. Der „Feste Platz“ war Teil des Verteidigungssystems „Séré de Rivières“, das als Ergebnis des verlorenen Deutsch-Französischen Krieges und der damit verbundenen Grenzverschiebung nach Westen gebaut wurde. Das System sollte Frankreich vor einer deutschen Invasion schützen. Die meisten der Befestigungen wurden nach dem Ende des Ersten Weltkrieges aufgegeben bzw. herabqualifiziert.
Da Épinal nicht in direktes Kriegsgeschehen verwickelt war (die Kämpfe im Zweiten Weltkrieg waren eher zweitrangig), sind die Beschädigungen an den Befestigungen zum größten Teil durch Verfall oder absichtliche Zerstörung herbeigeführt worden.

## Geschichte
Im Jahre 1876 waren vier Festungswerke fertiggestellt, die zur Riegelstellung der oberen Mosel (Rideau défensif de Haute Moselle) gehörten. Es handelte sich um die Forts de Mouche, de Razemont, de Dogneville und de Longchamp. Sie waren auf der rechten Moselseite angeordnet und bildeten so eine Art Brückenkopf. Die Verteidigung der Stadt selbst stand zu diesem Zeitpunkt noch nicht zur Debatte.
Erst am 15. Mai 1878 wurde beschlossen, Épinal in einen „Festen Platz“ zu verwandeln. Es wurden Kasernen gebaut sowie die Forts de Girancourt, de Roulon und de Bambois auf dem linken Moselufer errichtet. Die Forts in ihrer Gesamtheit waren jedoch zu weit voneinander entfernt, um eine wirksame Verteidigung der Stadt zu gewährleisten. Aus diesem Grunde wurden zwischen 1881 und 1885 vier Ergänzungswerke, die Forts d’Uxegney, de Bois l’Abbé, de la Grande Haye und les Adelphes, dazu vier kleine Forts – auch Réduits genannt –, de Sandey, de la Voivre, les Friches und le Thiéha, mit den dazugehörenden Geschützstellungen gebaut.
Mitte der 1880er Jahre begann sich die Lage der Artillerie stark zu verändern. Die Einführung der Brisanzgranate, des Schrapnells, von rauchlosem Pulver, von Melinit und Cordit erhöhte die Durchschlagskraft der Projektile und ergab eine völlig neue Situation für die aus Stein gemauerten Festungswerke, deren Bau gerade abgeschlossen war. Sie waren über Nacht nahezu unbrauchbar geworden, der Dienst an den noch im Freien stehenden Geschützen wurde so zu einem Selbstmordkommando, die erdgedeckten Steingewölbe konnten dem nicht mehr standhalten.
Um dieser in Frankreich Crise de l’obus-torpille genannten Gefahr zu begegnen, wurde per ministerieller Anordnung vom 22. Juli 1887 verfügt, dass die Geschütze von den Forts (soweit sie im Freien standen) abzuziehen und in 70 Intervallbatterien zu konzentrieren seien. Diese wurden zwischen den Forts an strategisch wichtigen Stellen gebaut. Munition und Pulver wurden in 17 unterirdischen Magazinen untergebracht. Das Problem des Munitionstransports von den beiden zentralen Artillerieparks (Munitionsdepots), dem Arsenal de la Madeleine und dem Arsenal de la Camenelle, zu den Geschützstellungen wurde durch den Bau einer Schmalspurbahn mit einer Spurweite von 600 mm gelöst. An dieses Netz waren die meisten der Befestigungen angeschlossen. Die infanteristische Verteidigung sollte durch 33 kontinuierliche Infanterie-Stützpunkte Ouvrages d’infanterie, durch Gräben und Stacheldrahtverhaue gesichert werden.
Ab 1890 wurden die nur noch spärlich zufließenden Geldmittel genutzt, um in sieben Forts Verstärkungsarbeiten durchzuführen. So wurden die Forts de Girancourt, de la Grande Haye, de Dogneville, de Longchamp, d’Uxegney, les Adelphes und d’Arches unter anderem mit Unterkunftsblöcken aus Stahlbeton ausgestattet.
Die Deckung des südlichen Abschnitts wurde ab 1889 durch den Bau des Réduit du Bois d’Arches gewährleistet, das als Infanteriewerk errichtet worden war. Im Jahre 1897 wurde es von seiner bisherigen Zugehörigkeit zum „Rideau défensif de Haute Moselle“ als 16. Werk in vorgeschobener Position nach dem Platz Épinal überstellt. Es war das erste Bauwerk in moderner Bauweise.
Ab 1899 wurde Épinal nach Verdun, Toul, Belfort und Maubeuge zum 5. Festen Platz „großer Wichtigkeit“ heraufgestuft und wurden neue Gelder bewilligt. 19 neue Infanterie-Kampfstände wurden angelegt, die Verteidigungslinie 1906 durch den Bau der kleinen Befestigungswerke Réduit de la Voivre und Ouvrage de Deyviller vorgeschoben. Es erfolgten Modernisierungsmaßnahmen an den Forts Bois d’Arches, Longchamps, Dogneville, Adelphes und Uxegney, die durch Betonarmierungen verstärkt wurden. Weiterhin erfolgte der Einbau von Elektrizitätswerken (durch Petrolmotoren oder Dampfmaschinen angetriebene Generatoren) und dadurch die Möglichkeit der elektrischen Beleuchtung der Werke. Die Lüftung wurde verbessert und einige Redouten und Batterien ebenfalls besser geschützt.
Bereits 1885 war ein Ballonpark, eine Brieftaubenstation mit 658 Brieftauben, betreut von drei Wärtern, entstanden. 1908 wurde auf dem Plateau von Louvroie eine Telegraphenstation und 1910 eine Luftschiffstation eingerichtet. Im Jahre 1913 legte man in Dogneville einen Feldflughafen an. Dazu wurden sechs Ballonabwehrbatterien abgestellt.
Im Jahre 1914 standen hier 615 Geschütze zur Verfügung. Auch wenn der Platz als weniger wichtig als Verdun, Toul oder Belfort eingestuft war, es gab nur 9 Forts, befanden sich 17 weitere Anlagen in der Planung oder bereits im Bau – so sollten noch zusätzlich die Forts in Cheniménil, Girmont und Virine gebaut werden, die Arbeiten wurden jedoch bei Kriegsbeginn eingestellt.

### Nach Kriegsbeginn
Bei der Mobilmachung übernahm Épinal seine Rolle als Hauptort für die Truppenbewegungen, die bei Beginn des Konflikts nach Lunéville und Saint-Dié-des-Vosges verlegt wurden. An einem Tag befanden sich 60.349 Soldaten in der Stadt. Nach Artikel 40 des Verteidigungsplanes vom 1. April 1914 bestand die Festungsbesatzung aus 14.556 Soldaten mit 4841 Pferden und 670 Wagen bzw. Kraftfahrzeugen. Es standen zwei Lazarette, das Hôpital de Golby mit 550 Betten und das Hôpital de Saint Maurice mit 500 Betten, zur Verfügung. Für die Verpflegung sorgten eine Mühle (unter militärischer Verwaltung) und eine Bäckerei mit 14 Backöfen, die täglich je 300 Brotportionen liefern konnten. Zur Konservierung der Fleischvorräte gab es ein Kühlhaus. Es bestanden weiterhin ein Verpflegungsmagazin, zwei Futtermagazine und ein Ausrüstungslager.
Nachdem es unwahrscheinlich geworden war, dass die Deutschen bis Épinal vorstoßen würden, wurden am 5. August 1915 jegliche weitere Arbeiten an den Befestigungsanlagen eingestellt, Geschütze und Munitionsvorräte an die Front verlegt. Zurück blieben lediglich ein paar alte Belagerungsgeschütze, die Kanonen in den Panzertürmen und die in den Grabenwehren. Die Ouvrages waren nur noch im Bedarfsfall als Kasernen vorgesehen und wurden lediglich von ein paar Männern bewacht. In allen befanden sich Schwarzpulverbestände, da man bei einem deutschen Vorstoß die Anlagen sprengen wollte. Die Schmalspurbahngeleise waren auf der rechten Moselseite erhalten geblieben, auf der linken Moselseite jedoch bis auf die Verbindung zu den Forts du Bois d’Arches, d’Uxegney, Bois l’Abbé und dem Magasin d’Olima demontiert worden.
In der Schlacht um Verdun hatte man wertvolle Erkenntnisse über die Widerstandsfähigkeit der involvierten Festungswerke gewonnen. Man ging daher unverzüglich daran, die moderneren Forts wieder zu aktivieren. Sie wurden von Maschinengewehreinheiten besetzt, die vorhandenen Casemates de Bourges mit Feldgeschützen vom Typ Canon de 75 mm modèle 1897 ausgestattet, die Eingänge der Werke mit Sandsackbarrieren versperrt und mit Maschinengewehren gesichert. Die Batterien auf dem rechten Flussufer erhielten Bestückung mit Kanonen des Typs Canon de 155 mm L modèle 1877, Canon de 120 mm L modèle 1878 und Canon Lahitolle de 95 mm.
Épinal wurde während des Krieges lediglich einige Mal von Luftschiffen angegriffen, deutsche Flugzeuge verirrten sich selten über die Stadt. Sie blieb jedoch bis zum Friedensschluss am 11. November 1918 im Kriegszustand.

### Zweiter Weltkrieg
Der „Feste Platz Épinal“ wurde in die zweite Linie der Maginotlinie einbezogen. Die Befestigungen waren allerdings nicht mehr viel wert. Die meisten Forts und Ouvrages waren unbewaffnet und wurden als Munitionsdepots oder Kasernen genutzt.
Am 17. Juni erschienen die Deutschen im Südosten von Épinal. Sie griffen lediglich die Forts der rechten Moselseite an. Das Fort d’Arches konnte das Feuer nicht eröffnen, da der Geschützpanzerturm wegen mangelnder Wartung nicht einsatzbereit war. Die Ouvrages waren völlig waffenlos. Das Fort de Dogneville gab 60 Jahre nach seiner Fertigstellung die ersten Schüsse ab und leitete das Feuer des Fort de Longchamp. Beide Anlagen wurden durch deutsche Artillerie ohne großen Nachdruck beschossen, der Erfolg war aus diesem Grunde nur als mäßig zu bezeichnen. Die Kämpfe endeten vier Tage später mit der Einstellung der Feindseligkeiten des Westfeldzuges.
Im Jahre 1943 begann die Organisation Todt damit, aus den Forts die Stahlpanzer und Eisenteile sowie die eisernen Staketenzäune zu entfernen und der Verschrottung zuzuführen. Komplett davon verschont blieb lediglich das Fort d’Uxegney.

## Kasernen

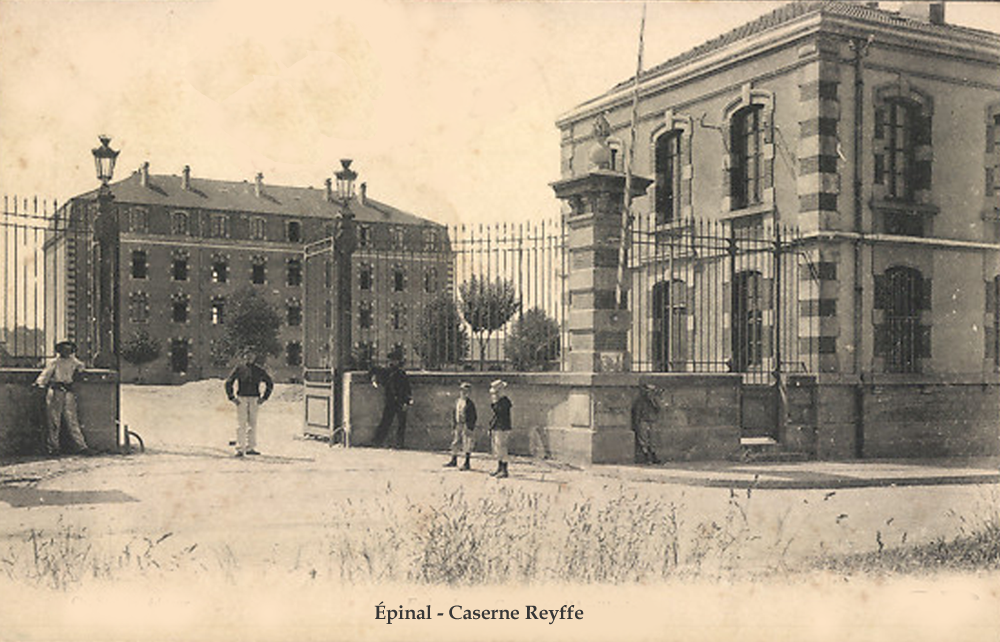
Quartier Reyffe (Artilleriekaserne)

Zur Unterbringung der Garnison waren in Épinal sieben Kasernen errichtet worden:
- „Quartier Bonard“

Kavalleriekaserne, erbaut 1881 auf dem Plateau de Virge. Heute Kaserne des 1er régiment de tirailleurs der Arme blindée et cavalerie (Rue du 11ème Génie)
- „Caserne Dosner“ (auch „Caserne de la Virge“ genannt)

Infanteriekaserne, Nachbarkaserne des „Quartier Bonard“, erbaut 1882. Vom 18. August 1951 bis 25. Mai 1997 Kaserne des „18e régiment de transmissions“ (18. Fernmelderegiment), heute zivil genutzt.
- „Caserne Schneider“

Infanterie- und Artilleriekaserne, 1885 an der Eisenbahnstrecke Épinal–Nancy erbaut. Heute zivil genutzt.
- „Caserne Contades“

Infanteriekaserne, älteste Kaserne der Stadt, 1757 im Zentrum erbaut, 1885 renoviert. Im Jahre 1925 abgebrochen.
- „Quartier Reyffe“

Artilleriekaserne für Teile des „8e régiment d’artillerie à pied“, erbaut 1885. Heute zivile Nutzung.
- „Caserne Courcy“

Infanteriekaserne, 1895 für das „149e régiment d’infanterie“ erbaut. Abgebrochen.
- „Caserne Haxo“

Infanteriekaserne in Golbey für das 170e régiment d’infanterie. Teilweise abgebrochen und von einer Industriezone überbaut. Der Rest war als „Quartier Haxo“ vom „1er régiment de tirailleurs“ genutzt worden. Steht seit 2005 leer und verfällt.

## Die wichtigsten Befestigungen
Die Bezeichnungen der Festungswerke waren zwar festgelegt, es war jedoch eine große Bandbreite vorhanden, was die Bauart betraf.
- Die Forts waren die Eckpunkte der Verteidigung.
- Die Ouvrages waren Zwischenwerke, die dort gebaut worden waren, wo der räumliche Abstand zwischen den Forts zu groß war, um sich gegenseitig wirkungsvoll unterstützen zu können. Bauart und Bewaffnung konnten erheblich voneinander abweichen.
- Die Ouvrages d’infanterie (manchmal auch als Redouten bezeichnet) waren kleine detachierte Werke ohne Artilleriebewaffnung. Ausgestattet mit Küche, Aufenthaltsräumen mit einigen Schlafplätzen, Latrine, Lebensmitteldepot, zwei Maschinengewehrkasematten an den Flanken, einem gepanzerten Beobachtungsturm und einer Brustwehr um den Hof, waren sie als Bollwerk zur Rundumverteidigung in der Lage. Die Besatzung hatte etwa Zugstärke.
- Bei den Abris de combat handelte es sich um betonierte Unterkünfte mit Küche, Aufenthaltsräumen (meistens zwei), mit einigen Schlafplätzen und Latrine ausgestattet. Sie waren lediglich als Schutzräume gedacht und nur im Notfall zur infanteristischen Verteidigung vorgesehen. Wie sich in der Schlacht um Verdun gezeigt hatte, waren diese Schutzräume allerdings zu mehr in der Lage. Sie hatten sich teilweise zu massiven Sperren gewandelt, die verbissen verteidigt wurden. Die älteren bestanden aus Mauerwerk mit einer Betondecke, die neueren ganz aus Beton.
- Mit Réduit (manchmal der Einfachheit halber „Batterie“ genannt) wurden kleine Forts bezeichnet, die als Kernwerk für sie umgebende Artilleriestellungen dienten. Sie waren gewöhnlich mit einem Graben umgeben, der mit Kaponnieren ausgestattet war, verfügten jedoch außer in diesen Grabenwehren über keine stationäre Bewaffnung.
- Die Artilleriebatterien waren unterschiedlich ausgestattet. Es gab solche mit Wall und Graben in Form einer Flesche oder Lünette oder auch solche, die lediglich aus einer etwa 2 Meter hohen Brustwehr und Traversen bestanden, so z. B. die Batterie M41 Nord de Girancourt.
- Annexbatterien hießen die Artilleriestellungen, die in unmittelbarer Nähe von Forts oder Ouvrages angelegt waren, einerseits aus strategischen Gründen, als auch um eventuelle tote Räume zu decken.

| I. | II. | III. | IV. |
| --- | --- | --- | --- |
| - Ouvrages d’infanterie (OI) / Redouten 1. OI du Bois de la Vigne 2. OI de la Boucherante 3. OI de Prévoisse-A 4. OI de Vorpaille-B 5. OI Ste Barbe-C 6. OI de Cumay-D 7. OI de Chaumousey 8. OI de Sanchey 9. OI de la Seurie 10. OI de la Justice 11. OI de Thiéha 12. OI de Laufremont 13. Redoute de Cumay 14. Redoute de Conefosse 15. Redoute de la Viragoutte 16. Redoute de Naymont 17. Redoute Nord du Roulon 18. Redoute n° 10 de la Grosse Poichotte 19. Redoute n° 9 de Renaubier 20. Redoute n° 8 Nord de Girancourt 21. Redoute n° 8 Sud de Girancourt 22. Redoute de Chantraine | - Abris de Combat (AC) 1. AC des Adelphes 2. AC de Bois de Sots 3. AC de Bousey 4. AC de Cumay 5. AC de Deyvillers 6. AC de Dogneville 7. AC Haye du Boyen 8. AC Haye du Pin 9. AC de Longchamp nord 10. AC de Longchamp sud 11. AC Malgré-moi 12. AC de Prévoisse 13. AC de Saint Adrien 14. AC Sainte Barbe 15. AC Saint Limon 16. AC du Saint Oger 17. AC de la Seurie 18. AC de Sanchey nord 19. AC d’Uxegney nord 20. AC d’Uxegney sud 21. AC de Vorpaille | - Forts, Ouvrages & Réduits 1. Fort de Dogneville 2. Fort de Longchamp 3. Fort des Adelphes 4. Fort de Razimont 5. Fort de la Mouche 6. Fort d’Arches 7. Fort du Bambois 8. Fort du Roulon 9. Fort de Girancourt 10. Fort d’Uxegney 11. Fort Bois l’Abbé 12. Fort de la Grand Haye 13. Ouvrage de Deyvillers 14. Réduit de Bois d’Arches 15. Réduit de Friches 16. Réduit de Sanchey 17. Réduit de Voivre 18. Réduit de Thiéha | Magazine & Depots 1. Dépôt intermédiaire de Dogneville 2. Dépôt intermédiaire de Saint-Limon 3. Magasin de Longchamp 4. Dépôt intermédiaire des Carrières 5. Magasin de secteur de l’Etang de Bult 6. Dépôt intermédiaire de Chaumosey 7. Magasin de la Cense-Billot 8. Magasin de Saint Antoine 9. Magasin central de Bois de Duc 10. Magasin central de Beau Désir 11. Magasin de secteur du Haut d’Olima 12. Magasin central de Chantraine 13. Magasin de secteur de la Louvroie 14. Magasin de Golbey 15. Dépôt intermédiaire Beau-site 16. Magasin de secteur du Saut-le-Clerf 17. Magasin de secteur de Vierge 18. Poudriére de Tunnel de Thiéha |

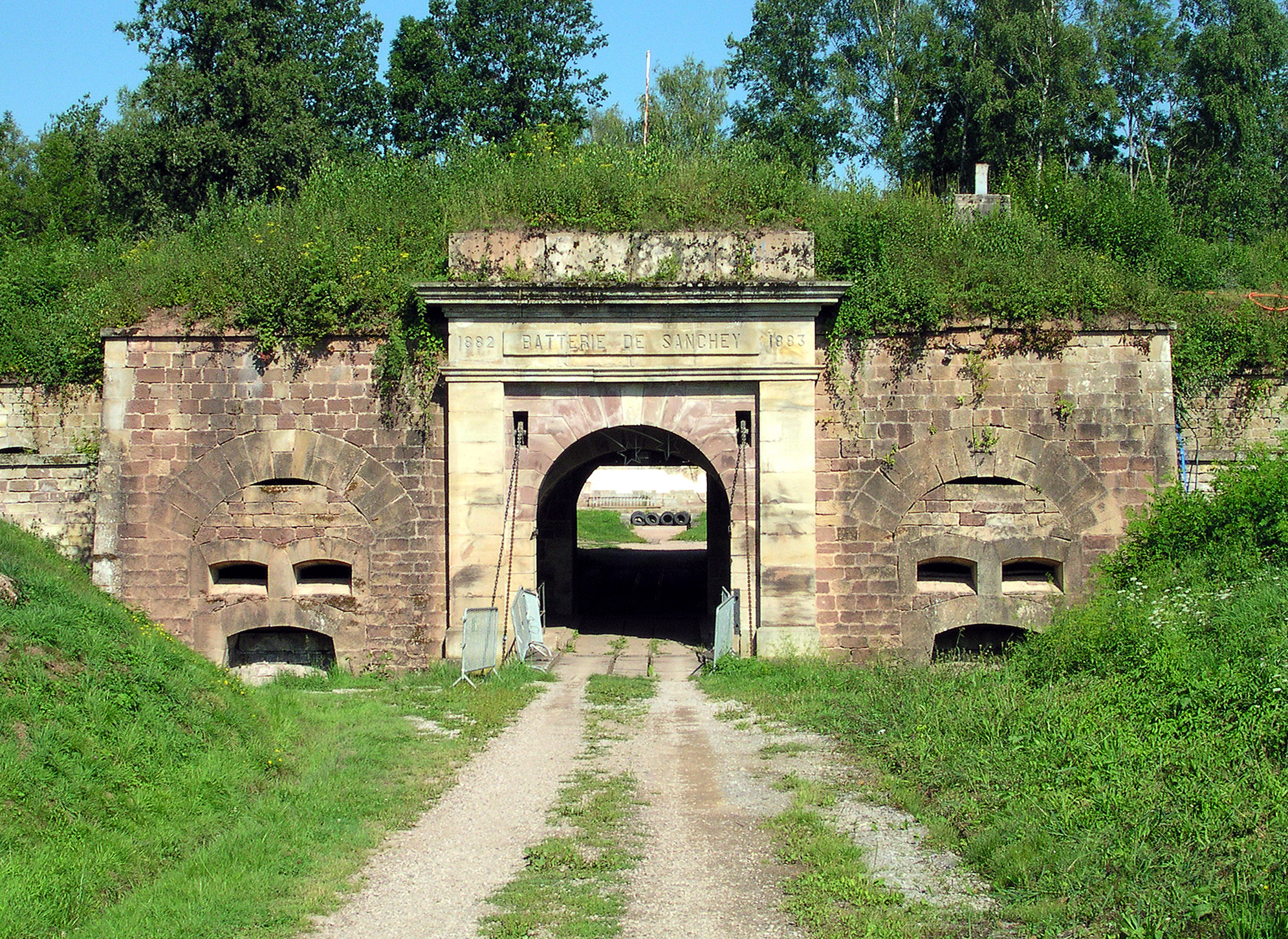
Eingang zum Réduit de Sanchey
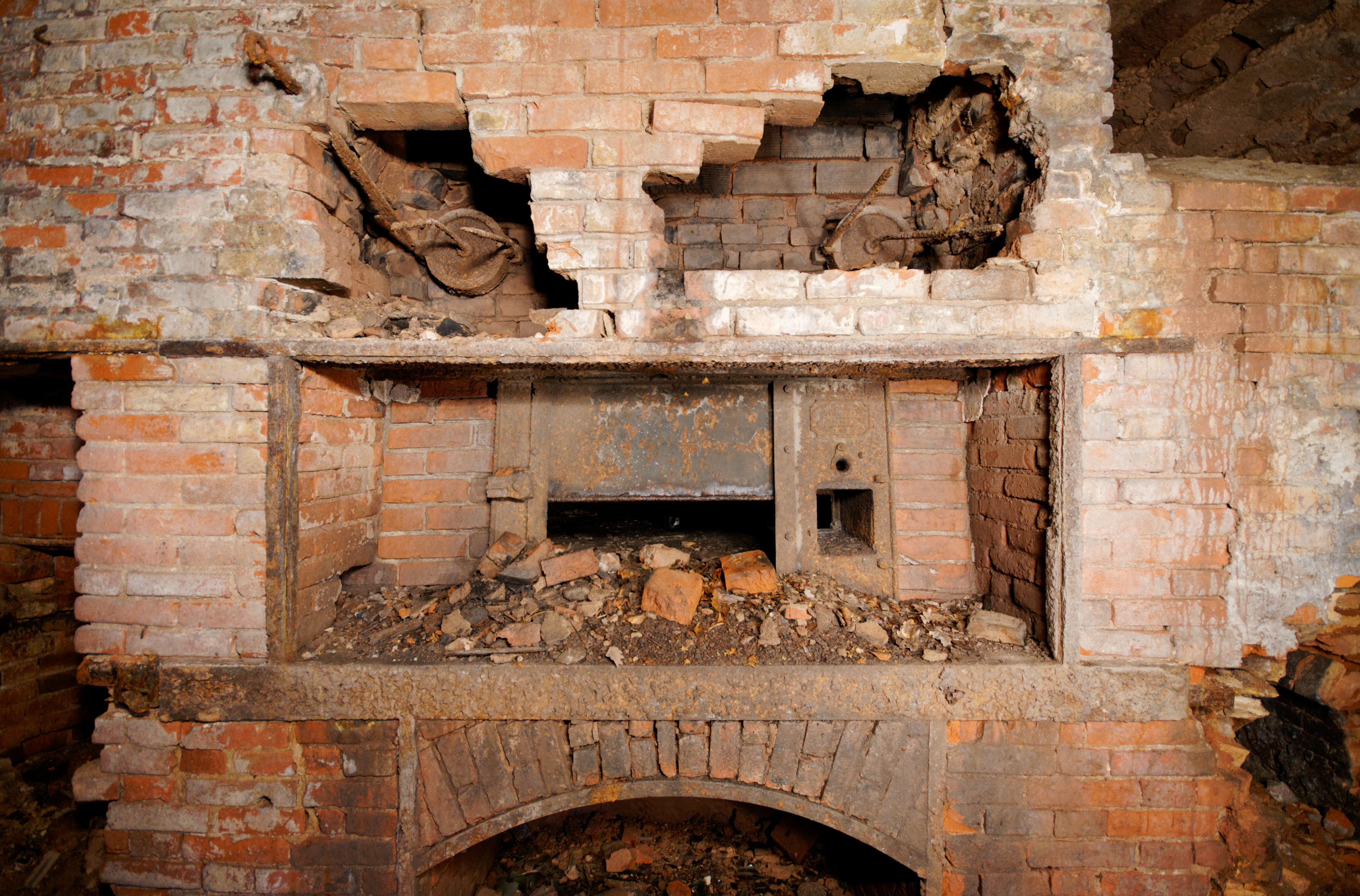
Backofen im Fort d’Arches
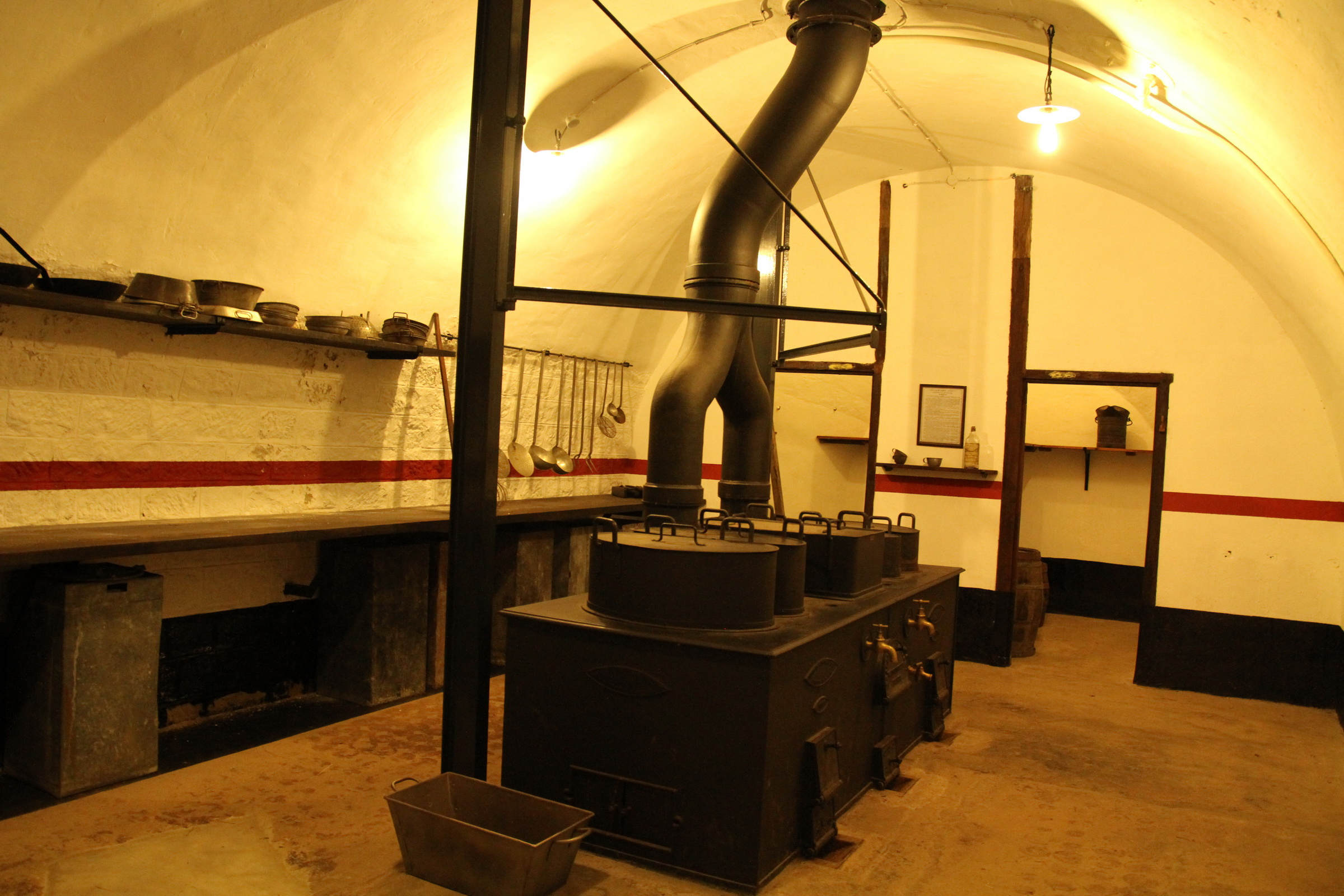
Küche im Fort d’Uxegney
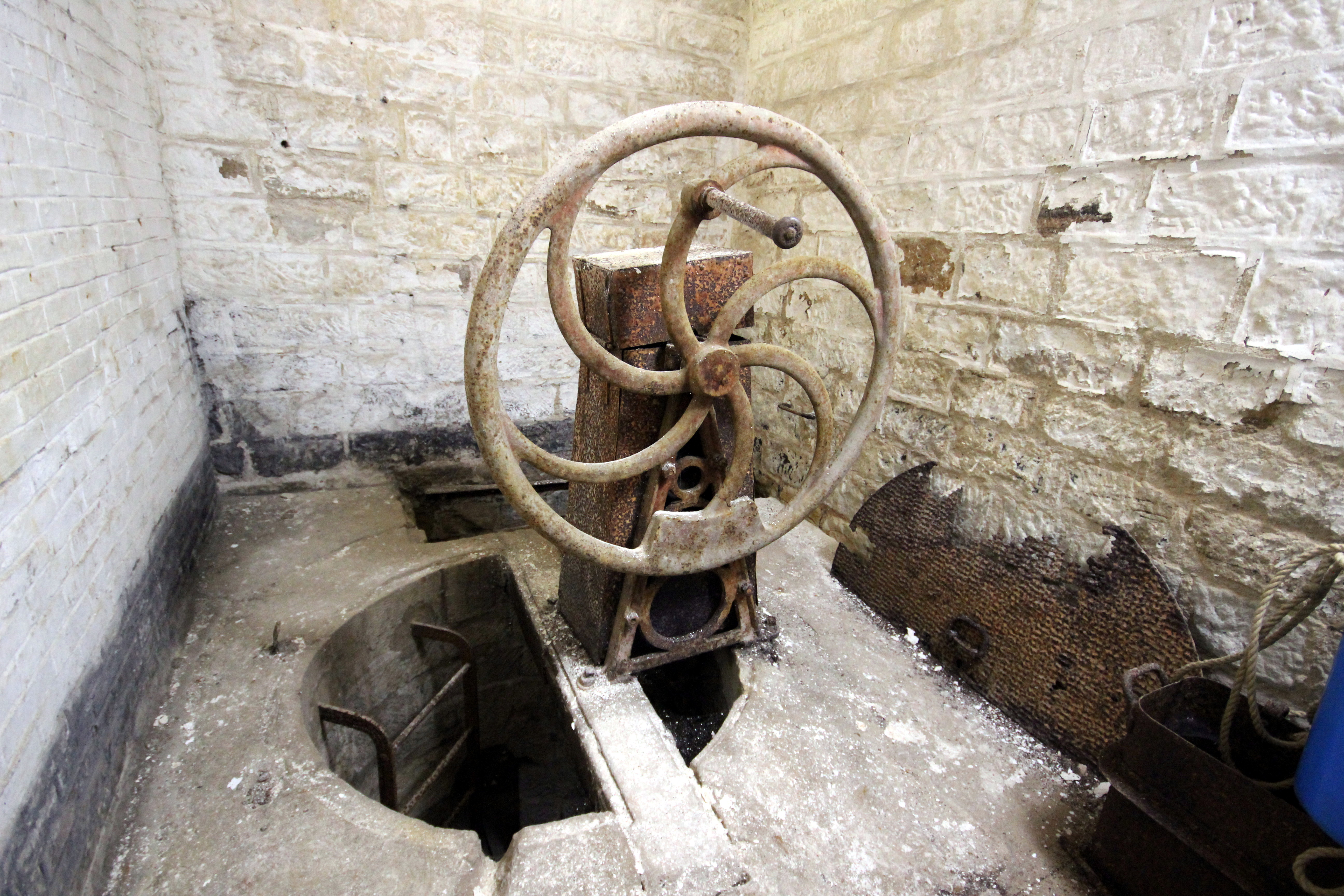
Brunnen mit Pumpe im Fort Bois l’Abbé

## Personalbestand

### Gemäß der Bestimmung von 1909 für das „Noyau central“
- Gouverneur: 1 Offizier, 2 Mann, 3 Pferde

Stab des Gouverneurs: 10 Offiziere, 17 Mann, 17 Pferde
Artilleriestab: 30 Offiziere, 7 Mann, 30 Pferde
Pionierstab: 23 Offiziere, 29 Mann, 20 Pferde
- Platzkommandantur: 3 Offiziere, 4 Mann, 7 Pferde
- Direktion der Intendantur: 16 Offiziere, 8 Mann, 10 Pferde, 3 Wagen
- Direktion des Sanitätsdienstes: 9 Offiziere, 1 Mann, 2 Pferde
- Geistlichkeit: 7 Offiziere
- Gendarmerie: 2 Offiziere, 30 Mann, 12 Pferde
- Infanterie

9 Offiziere, 117 Mann, 101 Pferde des „170e régiment d’infanterie“ (170e RI)
40 Offiziere, 2080 Mann, 14 Pferde, 2 Wagen im Depot des „170e RI“
20 Offiziere, 1040 Mann, 8 Pferde, 4 Wagen im Depot des „149e RI“
12 Offiziere, 750 Mann, 3 Pferde, im Depot des „43e régiment d’infanterie territoriale“ („43e RIT“)
- Artillerie

6 Offiziere, 420 Mann, 4 Pferde des „8e régiment d’artillerie à pied“ (8e RAP)
9 Offiziere, 345 Mann, 3 Pferde im Depot des „8e RAP“
4 Offiziere, 300 Mann, 3 Pferde der Artillerie-Arbeiterkompanie
4 Offiziere, 200 Mann, 332 Pferde der 1. Sektion des Artillerieparks
15 Offiziere, 1260 Mann, 4 Pferde des Groupe territoriale des „8e RAP“
- Sonstige Kräfte

2 Offiziere, 640 Mann
- Bewachung der Kommunikationen

6 Offiziere, 2720 Mann
- Pioniere

30 Offiziere, 122 Mann, 2 Pferde des „11e régiment du génie“ (11e RG)
5 Offiziere, 360 Mann, 70 Pferde der Depotkompanie des 21. Pionier-Parkbataillons
5 Offiziere, 360 Mann, 70 Pferde der Depotkompanie des 27. Pionier-Parkbataillons
4 Offiziere, 360 Mann, 60 Pferde der 30. Pionier-Fahrer-Depotkompanie
10 Brieftaubenwärter
4 Offiziere, 200 Mann des 21. Territorial-Pionierbataillons
1 Offizier, 110 Mann, 152 Pferde, 46 Wagen der Fahrabteilung des 21. Pionierbataillons
4 Offiziere, 50 Mann des Pionier-Fahrdepots
- Train

4 Offiziere, 308 Mann, 40 Pferde der 25. Territorialkompanie der 19. Train-Escadron
251 Mann der 24e section COA
- Hilfskräfte

370 Mann
- Zoll[6]

15 Offiziere, 415 Mann, 6 Pferde des „8e bataillon forteresse“ (8. Festungsbataillon)
- Sanität

44 Sanitäter, 169 Hilfssanitäter
- Telegraphietruppe

3 Offiziere, 114 Mann, 21 Pferde, 6 Wagen
- Tierärztlicher Dienst

7 Offiziere, 4 Mann
- Fliegertruppe

13 Offiziere, 254 Mann, 1 Pferd, 8 Fahrzeuge der 22. Fliegerhorstkompanie
4 Offiziere, 324 Mann, 74 Pferde, 15 Wagen der 22. Fliegerhorst-Parkkompanie
- Zusammen: 308 Offiziere, 14.016 Mann, 1391 Pferde, 81 Fahrzeuge (Wagen bzw. Automobile)

### Gemäß der Bestimmung von 1909 für das „Noyau central“ – Verstärkung als Kriegsbesatzung
- Stab der 71. Reservedivision: 15 Offiziere, 66 Mann, 11 Wagen
- Stab der 141. Reservebrigade: 3 Offiziere, 10 Mann, 9 Pferde, 1 Wagen
- Stab der 142. Reservebrigade: 3 Offiziere, 10 Mann, 9 Pferde, 1 Wagen
- Intendanturdirektion: 1 Offizier
- Infanterie:

47 Offiziere, 2304 Mann, 144 Pferde, 47 Wagen des „349e régiment d’infanterie“
47 Offiziere, 2304 Mann, 144 Pferde, 47 Wagen des „370e régiment d’infanterie“
47 Offiziere, 2304 Mann, 144 Pferde, 47 Wagen des „358e régiment d’infanterie“
47 Offiziere, 2304 Mann, 144 Pferde, 47 Wagen des „217e régiment d’infanterie“
47 Offiziere, 2304 Mann, 144 Pferde, 47 Wagen des „307e régiment d’infanterie“
47 Offiziere, 2304 Mann, 144 Pferde, 47 Wagen des „221e régiment d’infanterie“
- Kavallerie:

15 Offiziere, 323 Mann, 340 Pferde, 11 Wagen des „2e groupe d’escadrons de cavalerie“
- Aufklärung:

40 Mann, 48 Pferde des „Groupe d’eclaireur de la 71e division de resérve“
- Artillerie:

16 Offiziere, 533 Mann, 521 Pferde, 71 Wagen des „1er groupe du 4e régiment d’artillerie de champ“
16 Offiziere, 531 Mann, 519 Pferde, 70 Wagen des „2e groupe du 62e régiment d’artillerie de champ“
16 Offiziere, 531 Mann, 521 Pferde, 71 Wagen des „3e groupe du 63e régiment d’artillerie de champ“
- Pioniere:

4 Offiziere, 264 Mann, 29 Pferde, 8 Wagen des „11e régiment du génie“
1 Offizier, 45 Mann, 59 Pferde, 8 Wagen des „22e bataillon du Camp du parc“
- Transport:

1 Offizier, 122 Mann der „27e compagnie du train d’equipage“
- Sanität:

5 Offiziere, 144 Mann, 72 Pferde, 22 Wagen des „Groupe divisionnaire de Brancardiers de la 71e DR“
27 Offiziere, 144 Mann, 54 Pferde, 18 Wagen des Sanitätsdienstes
8 Offiziere, 14 Krankenschwestern, 5 Pferde des Hospitaldienstes
- Telegraphie:

1 Offizier, 39 Mann, 112 Pferde, 4 Wagen der Sapeurs-telegraphistes
- Zusammen: 406 Offiziere, 15.996 Mann, 14 Krankenschwestern, 3118 Pferde, 585 Wagen

### Stammbesatzung des „Noyau central“
- Bahnhof: 10 Mann des „170e régiment d’infanterie“ (170e RI)
- Hauptzahlstelle: 4 Mann des 170e RI
- Zentralmagazin: 7 Mann des 170e RI
- Sanitätsmagazin: 4 Mann des 170e RI
- Telegraphiebaracke Brosses: 4 Mann des 170e RI
- Eisfabrik: 7 Mann des 170e RI
- Flugplatz Dogneville: 17 Mann des 170e RI
- Stab des Gouverneurs: 7 Mann des 170e RI
- Poststation in Poissompré und Colombière: 50 Mann des 170e RI
- Futtermagazin an der Straße nach Archette: 7 Pioniere
- Futtermagazin de la Vierge: 4 Mann des COA
- Verpflegungsmagazin Saint-Antoine: 4 Mann des COA
- Lager: 4 Mann des COA
- Luftschiffhafen in Louvroie: 13 Luftschiffer
- Artillerie-Batterien:

de la Justice M65 bis M68B: 7 Mann des „8e régiment d’artillerie“ (8e RA)
de Lauafremont M63 und M64: 4 Mann des 8e RA
du piton de la 40e Semaine: 4 Mann des 8e RA
Chantraine M69: 4 Mann des 8e RA
- Ouvrage d’Art Pont & Viadukt: 46 Mann des 170e RI
- Arsenal: 7 Mann des 8e RA
- Artilleriepark: 4 Mann des 8e RA
- Telegraphiestation Cense Billot: 17 Pioniere
- Externe Pulvermagazine:

Louvroie: 7 Mann des 170e RI
Chantraine: 4 Mann des 170e RI
Camerelle: 4 Mann des 170e RI
Olima: 4 Mann des 170e RI
Saut le Clerf: 7 Mann des 170e RI
Golbey: 7 Mann des 170e RI
Cense Billot: 4 Pioniere
Vierge: 4 Pioniere

### Zur Disposition
- Infanterie: 29 Offiziere, 588 Mann des 170e RI
- Artillerie: 36 Offiziere, 333 Mann des 8e RA
- Pioniere: 6 Offiziere, 554 Mann des 11e RG
- Flieger: 3 Offiziere, 119 Mann der 2e Compagnie
- COA: 763 Mann
- Sanität: 46 Mann
- Telegraphie: 6 Mann
- in den Truppendepots als Reserve:

3 Offiziere, 1254 Mann des 170e RI
34 Offiziere, 3359 Mann des 43e régiment d’infanterie territoriale
87 Mann des 11e RG
193 Mann des 21e bataillon du génie territoriale
- Sonstiges Personal im „Noyau central“:

14 Offiziere, 179 Mann des 349e régiment d’infanterie
3 Offiziere, 42 Mann des 149e RI
6 Offiziere, 133 Mann des 62e RA
2 Offiziere, 188 Mann des Groupe territorial des 8e RA
103 Mann des 21e bataillon territoriale du génie
Gesamt: 6992 Mann
Stammeinheit der Garnison Épinal war das 170e régiment d’infanterie, das am 6. August 1940 aufgelöst wurde. Das am 1. Mai 1994 neu aufgestellte 1er régiment de tireilleurs hat dessen Tradition übernommen und führt sie fort.

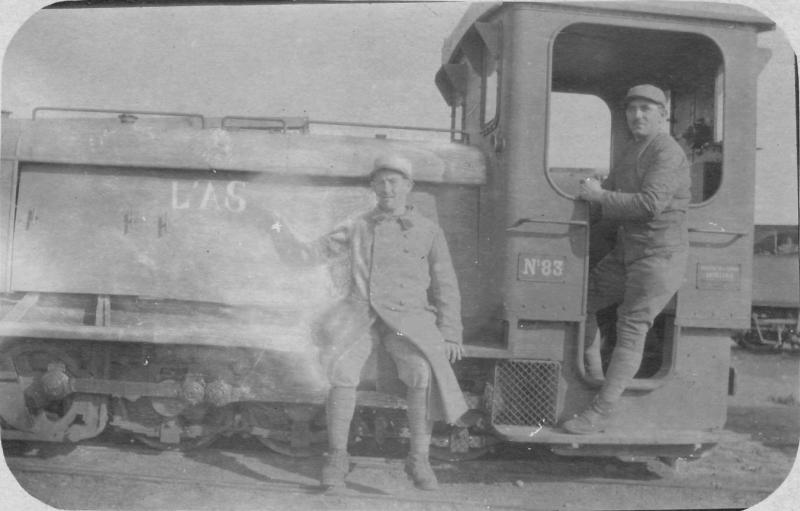
Lokomotive der 60-cm-Feldeisenbahn

## Artilleriebatterien
In den Zwischenräumen der Forts und Ouvrages waren zahlreiche Artilleriestellungen angelegt, die als Batterien bezeichnet wurden. An strategisch wichtigen Punkten angeordnet, bildeten sie selbstständige Gruppen oder sogenannte Annexbatterien, die den jeweiligen Festungswerken zugeordnet waren. Die Bauweise war unterschiedlich, aus Beton oder aus Mauerwerk, teilweise aus Erdwällen, manche mit einem Frontgraben ausgestattet. Es waren in der Regel Schutzräume für die Mannschaft, Munitionsbunker und sogenannte Nischen für die Bereitschaftsmunition vorhanden. Die Bestückung war unterschiedlich und im Frieden nicht vorhanden. Die meisten Batterien waren an das Netz der Schmalspurbahn angeschlossen.
| I. | II. | III. |
| --- | --- | --- |
| - Secteur Razimont–la Mouche 1. M1: de la Mouche 2. M2: de la Mouche 3. M3: de Sainte Barbe 4. M4: de Razimont 5. M5: de Carrières 6. M6: de Razimont ouest 7. M7: de Malgré-moi - Secteur Adelphes–Deyvillers 1. M8: des Adelphes ouest 2. M9 des Adelphes * 3. M10: des Adelphes 4. M10 bis: des Adelphes 5. M11: de Jeuxeuy sud 6. M12: du Bois des Sots 7. M13 bis: du Bois des Sots 8. MX de la Boucherante - Noyau central 1. M63: de Laufremont 2. M64: de Laufremont 3. M65: de la Justice 4. M66: de la Justice 5. M67: de la Justice 6. M68: de la Justice 7. M69: de Chantraine nord | - Secteur de Longchamp 1. M14: de Sud Longchamp 2. Batterie annexe du Fort de Longchamp ouest 3. M15: de Saint Limon 4. M16: de Saint Adrien 5. M17: de Saint Adrien 6. M17 bis: de Saint Adrien 7. M18: de Saint Adrien 8. M18 bis: de Saint Adrien - Secteur de Dogneville 1. M19: de la Haye du Pin 2. M20: de la Haye du Pin 3. Batt. annexe ouest du Ft de Dogneville 4. M21: Nord ouest de Dogneville 5. M22: du Bois de la Vigne 6. M23: de Dogneville sud | - Secteur Golby–Uxegney 1. M24: de la Seurie 2. M25: de Golbie 3. M26: de la Grande Haye 4. M26 bis: de Maximont 5. M27: du Bois du Souche * 6. M28: du Bois du Souche * 7. M29: du Bois du Souche * 8. M30: du Bois du Souche * 9. M31: de la Godelle 10. M32: de Uxegney est 11. M33: de Uxegney est 12. M34: annexe du Fort d’Uxegney 13. M35: de Uxegney sud 14. M36: des Forges - Secteur Sanchey–Thiéha 1. M 37: de Sanchey est * 2. M 38: de Sanchey ouest * 3. M39: de Chaumousey 4. M39 bis: de Bientôt * 5. M40: de Bientôt* 6. M41 bis: de Bientôt * 7. M41: Nord de Girancourt 8. M39 bis: Nord de Girancourt * 9. M42: Sud de Girancourt 10. M42 bis: Sud de Girancourt * 11. M43: Sud de Girancourt * 12. M44: de Renaubier 13. M45: de Grosse Poichotte 14. Batt. annexe du Thiéha B 15. Batt. annexe du Thiéha C 16. Batt. annexe du Thiéha D 17. M46: du Thiéha * 18. M47: des Essemonts * |

Die mit einem * gekennzeichneten Anlagen waren 1914 noch nicht fertiggestellt.